# Йоаникий Зворнишки
Йоаникий (на сръбски: Јоаникије, на гръцки: Ιωαννίκιος) е сръбски духовник от XVIII - XIX век, митрополит на Вселенската патриаршия.

## Биография
Йоаникий е сърбин от Херцеговина. През юни 1794 година е избран и по-късно ръкоположен за титулярен кратовски епископ, викарий на Босненската епархия. През май 1804 година е избран за зворнишки митрополит. От началото на 1807 година, поради военните действия в неговата епархия по време на Първото сръбско въстание, живее в Сараево. По време на престоя си там той служи като епитроп на митрополит Калиник Босненски и Сараевски, който отсъства като участник в Светия синод в Цариград. Ийоникий умира в Сараево в 1812 година.